# Václav Netík
Václav Netík (20. září 1910 Dvůr Králové nad Labem – 20. července 1941 Severní moře) byl pilot 311. československé bombardovací perutě RAF.
Před druhou světovou válkou létal jako pilot u Československých aerolinií. V době okupace Československa odešel do Francie, kde se přihlásil do zahraniční československé armády. Po pádu Francie se stal příslušníkem 311. československé bombardovací perutě RAF, u které létal jako pilot bombardovacího letadla Vickers Wellington. Dne  20. července 1941 byl jeho letoun nad Severním mořem sestřelen a osádka letounu zahynula. Jeho tělo bylo vyplaveno mořem na pobřeží nizozemského ostrova Rottum a tam byl pohřben; později pak byly jeho ostatky přeneseny do nizozemského Oldebroeku, kde byly pohřbeny na tamním vojenském hřbitově.

## Posmrtné uznání
- Československý válečný kříž 1939 (in memoriam)
- Dne 1. června 1990 byl povýšen do hodnosti plukovníka letectva in memoriam[1]
- Dne 27. června 1996 mu bylo uděleno čestné občanství města Dvůr Králové nad Labem (in memoriam)[1]